# Wojciech Bursa
Wojciech Władysław Bursa (ur. 23 kwietnia 1895 w Bukowsku, zm. wiosną 1940 w Katyniu) – polski strzelec sportowy, olimpijczyk z Berlina 1936, kapitan artylerii Wojska Polskiego, ofiara zbrodni katyńskiej.

## Życiorys

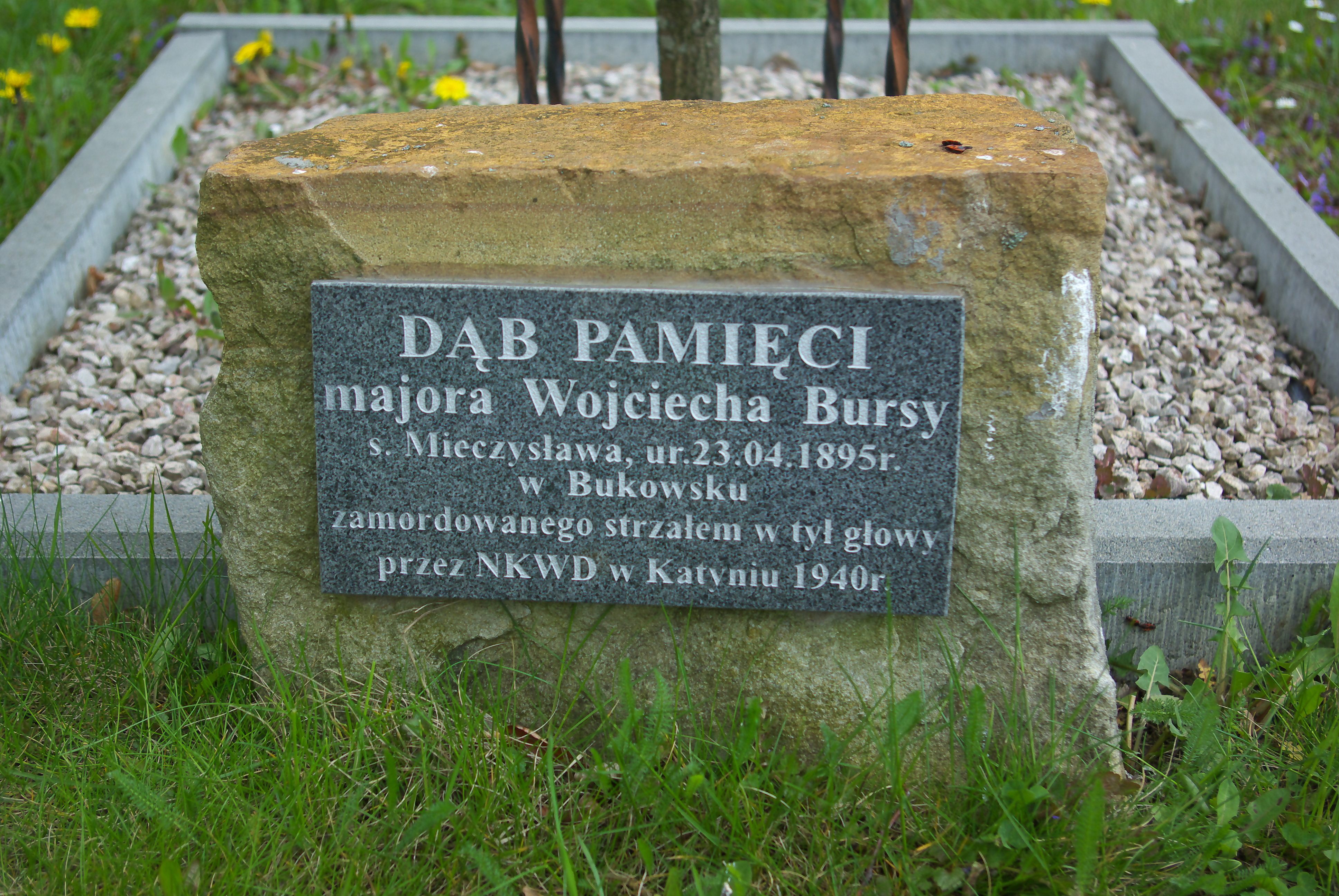
Kamień przy Dębie Pamięci honorującym Wojciecha Bursę w Dudyńcach.

Urodził się 23 kwietnia 1895 jako syn Mieczysława i Leokadii z domu Rymarowicz. Rodzina Bursów zamieszkiwała w Bukowsku pod numerem domu 99. Jego braćmi byli Nemezius (1893–) i Gwidon (1897–1924, także legionista i oficer Wojska Polskiego, zastrzelony przez innego oficera). Wojciech Bursa został absolwentem gimnazjum w Warszawie. Podjął pracę w handlu.
Po wybuchu I wojny światowej wstąpił do Legionów Polskich 28 sierpnia 1914. W szeregach 3 pułku piechoty w składzie II Brygady walczył w kampaniach wojny aż do bitwy pod Rarańczą w połowie 1918, po której został wzięty do niewoli i był internowany w Szeklence. Został wcielony do armii austriackiej i skierowany na front, skąd zdezerterował we wrześniu 1918. Wstąpił do Polskiej Siły Zbrojnej. Uczestniczył w walkach wojny polsko-ukraińskiej pod Lwowem.
Po odzyskaniu przez Polskę niepodległości został przyjęty do Wojska Polskiego. Brał udział w wojnie polsko-bolszewickiej. Został awansowany do stopnia kapitana w korpusie oficerów administracyjnych dział gospodarczy ze starszeństwem z dniem 1 czerwca 1919. Później w szeregach 7 pułku piechoty Legionów brał udział w wojnie polsko-bolszewickiej. W 1923, 1924 jako nadetatowy oficer Okręgowego Zakładu Gospodarczego nr II w Lublinie był przydzielony do 2 pułku artylerii ciężkiej w Chełmie. Został przeniesiony do korpusu artylerii Wojska Polskiego i zweryfikowany w stopniu kapitana artylerii ze starszeństwem z dniem 1 czerwca 1919. W 1928 pozostawał oficerem 2 pułku artylerii ciężkiej. Następnie został oficerem 3 dywizjonie artylerii konnej w garnizonie Wilno, gdzie w 1931 został mianowany dowódcą dywizjonu, a w 1934 mianowany kwatermistrzem.
Został powołany do składu polskiej ekipy narodowej na Letnie Igrzyska Olimpijskie 1936 w Berlinie. W wieku 41 lat w dniach 6–7 sierpnia 1936 uczestniczył w konkurencji pistoletu szybkostrzelnego odpadając po pierwszej serii. Był działaczem Polskiego Związku Strzelectwa Sportowego. W 1936 został zatrudniony w Komendzie Głównej Związku Strzeleckiego, która funkcjonowała w Państwowym Urzędzie Wychowania Fizycznego i Przysposobienia Wojskowego w Ministerstwie Spraw Wojskowych w Warszawie.
Wobec zagrożenia konfliktem, został zmobilizowany w 1939, a po wybuchu II wojny światowej brał udział w kampanii wrześniowej w szeregach 27 pułku artylerii lekkiej. Po agresji ZSRR na Polskę z 17 września 1939 został aresztowany przez Sowietów we Włodzimierzu Wołyńskim. Od 18 października 1939 przetrzymywany w obozie jeniecki NKWD w Putywlu, a od listopada 1939 w obozie w Kozielsku. Między 3 a 5 kwietnia 1940 przekazany do dyspozycji naczelnika smoleńskiego obwodu NKWD – lista wywózkowa bez numeru z 2 kwietnia 1940. Między 4 a 7 kwietnia 1940 został zamordowany w Katyniu przez funkcjonariuszy Obwodowego Zarządu NKWD w Smoleńsku oraz pracowników NKWD przybyłych z Moskwy na mocy decyzji Biura Politycznego KC WKP(b) z 5 marca 1940. Ofiary tej zbrodni grzebano w bezimiennych mogiłach zbiorowych, gdzie od 28 lipca 2000 mieści się oficjalnie Polski Cmentarz Wojenny w Katyniu. W miejscu tym prowadzone były ekshumacje i prace archeologiczne. W 1943 jego ciało zostało zidentyfikowane pod numerem 2159 w toku ekshumacji nadzorowanych przez Niemców, a przy zwłokach zostały odnalezione: leg. ofic., szereg zaświadczeń wojskowych, legitymacja Legionów Polskich, dwie pocztówki i list. Figuruje na liście Komisji Technicznej PCK pod numerem 02159 – opisany jako Burza Wojciech. Ponadto w dokumentacji PCK pod numerem 02297 wskazano przedmioty należące do pięciu jeńców wojennych, m.in. Wojciecha Bursy, odzyskane podczas ekshumacji z 1943. W Archiwum Robla w pakiecie 0873-04, został wymieniony we wpisie z 18 października 1939, w notatniku znalezionym przy szczątkach Tomasza Siwickiego.
Jego żoną była Anna, z domu Chącińska.

## Odznaczenia
- Krzyż Niepodległości – 12 maja 1931 „za pracę w dziele odzyskania niepodległości"[32]
- Krzyż Walecznych – trzykrotnie[18]

## Upamiętnienie
5 października 2007 minister obrony narodowej Aleksander Szczygło mianował go pośmiertnie na stopień majora. Awans został ogłoszony 9 listopada 2007 w Warszawie, w trakcie uroczystości „Katyń Pamiętamy – Uczcijmy Pamięć Bohaterów”.
W ramach akcji „Katyń... pamiętamy” / „Katyń... Ocalić od zapomnienia” Wojciechowi Bursie poświęcono Dąb Pamięci, posadzony 7 kwietnia 2011 przy plebanii parafii Wszystkich Świętych w Dudyńcach nieopodal rodzinnego Bukowska.